# Gone in Sixty Seconds (film 1974)
Gone in Sixty Seconds – film z roku 1974, stworzony przez H. B. Halickiego, który również zagrał w nim główną rolę. Film doczekał się w 2000 roku remake'u w reżyserii Dominica Seny.

## Fabuła
Film przedstawia grupę złodziei samochodów kierowaną przez Maindrian Pace’a, którzy muszą ukraść 48 luksusowych aut.

## Tytuł
W jednej ze scen zostało wyjaśnione znaczenie tytułu. Na sterowcu wyświetlane było ostrzeżenie dla posiadaczy samochodów: Lock your car or it may be gone in 60 seconds – Zamykaj samochód albo może zniknąć w ciągu 60 sekund.

## Nawiązania
Quentin Tarantino nawiązał do Gone in 60 Seconds w filmie Kill Bill poprzez ułożenie okularów na desce rozdzielczej samochodu szeryfa Earla McGrawa identycznie jak Maindrian Pace oraz w Death Proof podczas rozmowy bohaterek.